# Ивановка (Галичинское сельское поселение)
Ивановка — деревня в Верховском районе Орловской области России. Входит в состав Галичинского сельского поселения.

## География
Деревня находится в восточной части Орловской области, в лесостепной зоне, в пределах центральной части Среднерусской возвышенности, на правом берегу реки Труды, на расстоянии примерно 2 километров (по прямой) к югу от посёлка городского типа Верховье, административного центра района. Абсолютная высота — 225 метров над уровнем моря.
Климат
Климат населённого пункта характеризуется как умеренно континентальный, с ярко выраженными временами года. Средняя многолетняя температура воздуха составляет 4,1 — 4,9°С. Абсолютный минимум температура воздуха самого холодного месяца (января) составляет −30,2 °C; абсолютный максимум самого тёплого месяца (июля) — 37 °С. Среднегодовое количество атмосферных осадков составляет 537—550 мм.
Часовой пояс
Деревня Ивановка, как и вся Орловская область, находится в часовой зоне МСК (московское время). Смещение применяемого времени относительно UTC составляет +3:00.

## Население
| 1857 | 1915 | 2010 |
| ---- | ---- | ---- |
| 100  | ↗229 | ↘0   |